# De verstandige boerendochter
De verstandige boerendochter of De slimme boerendochter is een sprookje uit Kinder- und Hausmärchen, de verzameling van de gebroeders Grimm, met als nummer KHM94. De oorspronkelijke naam is Die kluge Bauerntochter.

## Het verhaal
Een arme boer heeft alleen een huisje en een dochter. De dochter wil de koning om land vragen, en ze krijgen dit inderdaad. Op een dag vinden ze een vijzel van goud en de boer wil die aan de koning schenken. De dochter waarschuwt dat de koning dan ook de stamper zal willen, maar de boer luistert niet. De koning neemt de vijzel in ontvangst en vraagt of de boer nog meer heeft gevonden. Het antwoord is nee, maar de koning wil de stamper ook. De man wordt in de gevangenis gegooid en krijgt alleen water en brood. De dienaren brengen de boer naar de koning. Hij wil niet eten en drinken en zegt alleen dat hij naar zijn dochter had moeten luisteren.
De koning vraagt zich af of de man inderdaad zo'n slimme dochter heeft en besluit dat als ze een raadsel kan oplossen, ze zijn vrouw zal worden. Het raadsel is: Kom naar me toe, niet gekleed en niet naakt, niet te paard en niet met een wagen, niet over de weg en niet buiten de weg, en als je daarin slaagt zal ik met je trouwen. De boerendochter kleedt zich uit en wikkelt een visnet om haar lichaam. Ze huurt een ezel en bindt het visnet aan zijn staart. Zo laat ze zich door het karrenspoor naar het paleis slepen. De koning laat de boer vrij en trouwt met het meisje.
Na jaren bezoekt de koning een parade. Daar krijgt een paard een veulentje, maar het jonge dier gaat tussen twee ossen liggen. De eigenaar van het paard en de eigenaar van de ossen krijgen ruzie over wie het veulentje bezit. De koning moet beslissen en besluit dat de ossenboer het diertje krijgt. De koningin wordt dan door de eigenaar van het paard om raad gevraagd, omdat zij van boerenafkomst is. Zij raadt de man aan een groot visnet te nemen en, als de koning langskomt, te doen alsof hij aan het vissen is. Hij mag niet zeggen dat zij dit heeft verteld. De man vertelt de koning dat je op het droge kan vissen, als een os een veulen krijgen kan. Als de man weigert te onthullen wie hem deze raad gegeven heeft, wordt hij op een bundel stro gelegd, geslagen en gemarteld.
Hij bekent na een tijd dat de koningin het heeft verteld en de koning wil haar dan niet meer als zijn vrouw. Ze mag nog wel het liefste en beste meenemen als ze gaat en ze valt hem dan om zijn hals en kust hem. Ze laat een sterke slaapdrank komen. De koning neemt een slok en valt in slaap, waarna een dienaar hem in een wit laken rolt. Hij legt de koning in een wagen en rijdt naar het huisje van de boer en zijn dochter. Daar legt hij hem in haar bed en als hij wakker wordt komt zijn vrouw naar hem toe. Ze heeft het liefste en beste meegenomen wat ze had. De koning krijgt tranen in zijn ogen en neemt haar mee naar het paleis waar ze opnieuw hun bruiloft vieren.

## Achtergronden bij het verhaal
- Het sprookje komt uit Zwehrn in Nederhessen.
- Er bestonden veel varianten van dit soort sprookjes (één uit de Lage Landen: De slimme boerendocher), zowel met een meisje als met een jongen in de hoofdrol en steeds andere slimheidsproeven. Ze waren bijzonder geliefd in de Middeleeuwen en werden vaak aan sagenfiguren verbonden, zowel in het Westen als in het Oosten.
- Een opgegeven raadsel was vroeger meer dan amusement, denk ook bijvoorbeeld aan het Bijbelverhaal over Simson en de Odinsvraag. Het raadsel speelt een grote rol in Vafþrúðnismál (het lied van Vafthrudnir uit de Edda). Het speelt ook in andere sprookjes een rol, zoals in Het raadsel (KHM22), Repelsteeltje (KHM55), Dokter Alwetend (KHM98), De volleerde jager (KHM111), Het snuggere snijdertje (KHM114), De duivel en zijn grootmoeder (KHM125), De zes dienaren (KHM134), Het herdersjongetje (KHM152) en Raadselsprookje (KHM160). Zie ook Het raadsel, een volksverhaal uit Suriname.
- Dit sprookje doet denken aan Het herdersjongetje (KHM152), waarin een jongetje alle antwoorden weet.